# 민주노동당 (1955년~1978년 오스트레일리아)

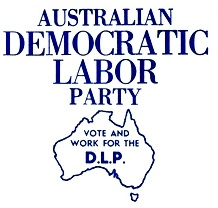

민주노동당(民主勞動黨, Democratic Labor Party)은 1955년부터 1978년까지 존재한 오스트레일리아의 보수주의 정당이다.

## 역사

### 오스트레일리아 노동당과의 분당
민주노동당은 1954년 오스트레일리아 노동당으로부터 떨어져 나왔다. 분당은 당시 당수였던 H. V. 에바트와 로마 가톨릭 교도가 지배적이었던, 오스트레일리아 노동당의 빅토리아주 지역당 사이에서 일어났다.
오스트레일리아 노동당의 로마 가톨릭신자들은 노동조합에서 공산당의 세력이 커지는 것을 보고 놀랐고 노동조합 내부의 공산주의자들과 싸우기 위해 "산업 그룹"을 창설했다. 오스트레일리아 노동당 빅토리아 주 지역당의 로마 가톨릭교회파의 지적 지도자는 B. A. 산타마리아였다. (그러나 그는 공식적으로는 노동당원이 아니었다) 멜버른의 변호사이자 로마 가톨릭 평신도 활동가였던 그는 산타마리아는 유럽의 ‘행동하는 로마 가톨릭’와 오스트레일리아 공산당을 모델로 만들어진 ‘로마 가톨릭 사회연구운동’이라는 단체 (짧게 "운동"이라고 불리곤 했다)를 이끌었다. (오늘날 이 단체는 전국 시민평의회라고 불린다)
그런데 오스트레일리아 노동당의 에바트 당수는 로마 가톨릭 신자들이 결성한 "산업 그룹"과 "운동"과 노동당을 탈취하여 유럽식의 기독교 민주당으로 바꾸려한다고 비난했다. 1955년 호바트에서 열린 오스트레일리아 노동당 대회에서 산타마리아의 의회 지지자들은 노동당에서 제명당했다. 그들은 오스트레일리아 노동당 (반공주의) 라는 정당을 결성했고 1957년에 민주노동당으로 당명을 바꿨다.
분열은 빅토리아주의회로 번졌다. 1957년, 분열은 퀸즐랜드주로도 확산됐다. 주지사 빈스 게어는 추방당했다. 빈스 게어와 그의 지지자들은 민주노동당과 연관된 퀸즐랜드 노동당을 설립했고, 1962년에 퀸즐랜드 노동당은 민주노동당과 합당했다. 뉴사우스웨일스주에서는 로마 가톨릭교회의 노먼 카디날 글로리 대주교가 운동의 전술에 반대했기 때문에, 뉴사우스웨일스주에서는 분당이 없었다.

### 세력확장
1955년과 1974년 사이 민주노동당은 빅토리아주와 퀸즐랜드주를 중심으로 상당한 지지를 얻었다. 이 시기에 상원에서 1석과 5석 사이의 의석을 얻을 수 있었다. 상원 의장은 빅토리아주에서는 프랭크 맥내너스와 빈스 게어, 뉴사우스웨일스주의 잭 케인이었다. 오스트레일리아 노동당과 보수 정당들은 비슷한 의석을 확보하고 있었기 때문에, 민주노동당은 힘의 균형을 이용할 수 있었고 오스트레일리아 자유당이 이끄는 정부로부터, 정부의 로마 가톨릭교회 학교 인정과 방위비 증대 및 중화인민공화국에 대한 불인정 정책 등, 상당한 양보를 얻을 수 있었다.
이 시기에 민주노동당은 다른 방식으로도 영향력을 행사했다. 연방 정부와 주 정부 선거에서 민주노동당은 지지자들에게 노동당보다는 자유당을 지지하라고 요청했다. 이 때문에 노동당은 연방 정부와 빅토리아 주 정부에서 승리를 거둘 수 없었다. 1960년대에 민주노동당의 득표율은 점점 줄어들기 시작했지만 노동당의 승리를 저지할 만큼은 지지를 얻을 순 있었다. 산타마리아는 이러한 방식으로 오스트레일리아 노동당이 재통합에 동의하도록 만들게 하려고 했다.

### 합당추친
에바트가 사임한 1960년 이후, 에바트의 후계자인 아서 칼웰은 노동당과 민주노동당의 화해와 합당을 추진했다. 1965년에 협상은 거의 이뤄진 것처럼 보였다. 노동당 의원 4명 중 3명은 협상에 동의했다. 그러나 칼웰이 당권을 당원 숫자에 따라 공유하는 데 거부해서 협상은 실패로 돌아갔다. 산타마리아는 칼웰이 협상을 받아들이면 칼웰은 총리가 될 거라고 믿었다.

### 1960년대 정책
정책에 있어서는, 민주노동당은 보건, 교육, 연금에 더 많은 예산을 쓰자는 전통적인 노동당의 정책에 반대, 반공주의를 내세워 더 많은 국방 예산책정을 주장했다. 민주노동당은 오스트레일리아의 베트남 전쟁 참전을 강하게 지지했다.
1960년대 초반부터 민주노동당은 동성애, 낙태, 포르노그래피, 마약에 관한 "방종"에 강하게 반대했다. 이는 민주노동당의 기반인 로마 가톨릭 신자와 많은 보수투표자에게 지지를 얻게 했다. 그러나 민주노동당의 일부는 이에 비판적이었다. 그들은 민주노동당이 반공주의에 정책의 중점을 맞춰야만 한다고 믿었다.

### 해산
흥미롭게도, 위틀램이 오스트레일리아 노동당 당수였던 1970년의 상원의 절반을 교체하는 선거에서 오스트레일리아 민주노동당은 역대 최대의 득표율을 얻었다. (11.11%)
1972년 노동당 위틀램 정권의 선출은 민주노동당의 전략이 실패로 돌아갔다는 것을 보여줬다. 1974년, 위틀램은 민주노동당을 분열시키고 그 영향력을 없앨 목적으로 빈스 게어를 아일랜드 대사로 임명했다. 이 전략은 성공적이었고 1974년 민주노동당은 상원에서 의석을 잃었다. 1978년, 공식적으로 민주노동당은 해산되었으며,일부 지지자들은 새로운 민주노동당을 설립했다. 새로운 민주노동당은 현재까지 계속 활동하고 있다.
산타마리아는 1998년 죽을 때까지 전국 시민 평의회를 통해 정치적 영향력을 행사했다.

## 같이 보기
- 오스트레일리아 노동당